# 2002年ソルトレークシティオリンピックのポーランド選手団
2002年ソルトレークシティオリンピックのポーランド選手団（2002ねんソルトレークシティオリンピックのポーランドせんしゅだん）は、2002年2月8日から2月24日までアメリカ合衆国のソルトレイクシティで開催された2002年ソルトレークシティオリンピックのポーランド選手団、およびその競技結果。

## 概要
今大会は銅メダル1個を獲得した。ポーランド選手団が冬季オリンピックでメダルを獲得したのは、1972年札幌オリンピックのスキージャンプ以来30年ぶり。

## メダル
| メダル | 選手名           | 競技           | 種目             |
| ------ | ---------------- | -------------- | ---------------- |
| 銀     | アダム・マリシュ | スキージャンプ | 男子ラージヒル   |
| 銅     | アダム・マリシュ | スキージャンプ | 男子ノーマルヒル |